# Подводные лодки типа UB-I
Подводные лодки типа UB-I — серия малых прибрежных подводных лодок Германcкой империи времён Первой мировой войны. Всего было построено 20 лодок, бо́льшая часть которых поступила на вооружение Императорского флота Германии. Пять лодок эксплуатировались ВМС Австро-Венгрии (класс U-10), одна лодка входила в состав ВМС Болгарии.
Построенные для удовлетворения потребности в небольших маневренных подводных лодках, способных действовать у побережья Фландрии, эти лодки отличались высокой скоростью постройки и возможностью перевозки железнодорожным транспортом с последующей сборкой в порту эксплуатации. Работы по проектированию начались в середине августа 1914 года, а уже к середине октября 1914 года верфям Germaniawerft в Киле и AG Weser в Бремене были заказаны первые 15 кораблей. Впоследствии Императорский флот Германии заказал дополнительную пару лодок взамен двух проданных Австро-Венгрии, которая в апреле 1915 года заказала ещё три лодки.
Строительство первых лодок началось в ноября 1914 года; все 20 были завершены к октябрю 1915 года. Несколько первых лодок прошли испытания в водах Германии, но остальные были собраны и испытаны либо в бельгийском Антверпене, либо в австро-венгерском городе Пола. Немецкие лодки действовали преимущественно во Фландрской, Балтийской и Константинопольской флотилиях. Лодки были около 28 м в длину и водоизмещением 127 тонн в надводном положении и 142 тонны в подводном состоянии. Вооружение состояло из двух носовых торпедных аппаратов с двумя торпедами в них и палубного пулемёта.
В 1918 году четыре немецких лодки были переоборудованы в прибрежные подводные минные заградители. Из семнадцати лодок, находившихся на вооружении Германии, две были проданы Австро-Венгрии, одна — Болгарии, а девять были потеряны во время войны. Одна из пяти австро-венгерских лодок была потоплена, ещё одна не восстанавливалась после подрыва на мине. Все уцелевшие подводные лодки этого типа после окончания войны были переданы союзникам и впоследствии утилизированы.

## История проектирования
На самых ранних этапах Первой мировой войны в ходе быстрого продвижения немецкой армии вдоль побережья Северного моря обнаружилось, что у Императорского флота Германии не было подводных лодок, пригодных для действий в узких и мелких водах у побережья Фландрии. К 18 августа 1914 года, через две недели после немецкого вторжения в Бельгию, уже началось планирование строительства серии небольших прибрежных подводных лодок.
В качестве одного из требований флот установил возможность перевозки по железной дороге, что потребовало вписаться в габарит и ограничило максимальный диаметр корпуса лодки значением 3,15 метра. Выполненный в сжатые сроки «Проект 34», будущий тип UB-I, был выполнен специально для эксплуатации из баз во Фландрии. Лодки должны были иметь длину около 28 метров и водоизмещение около 125 тонн с двумя носовыми торпедными аппаратами. В дальнейшем замена торпедных аппаратов на минные шахты с сохранением остальной конструкции привела к появлению минных заградителей типа UC-I.

## Устройство

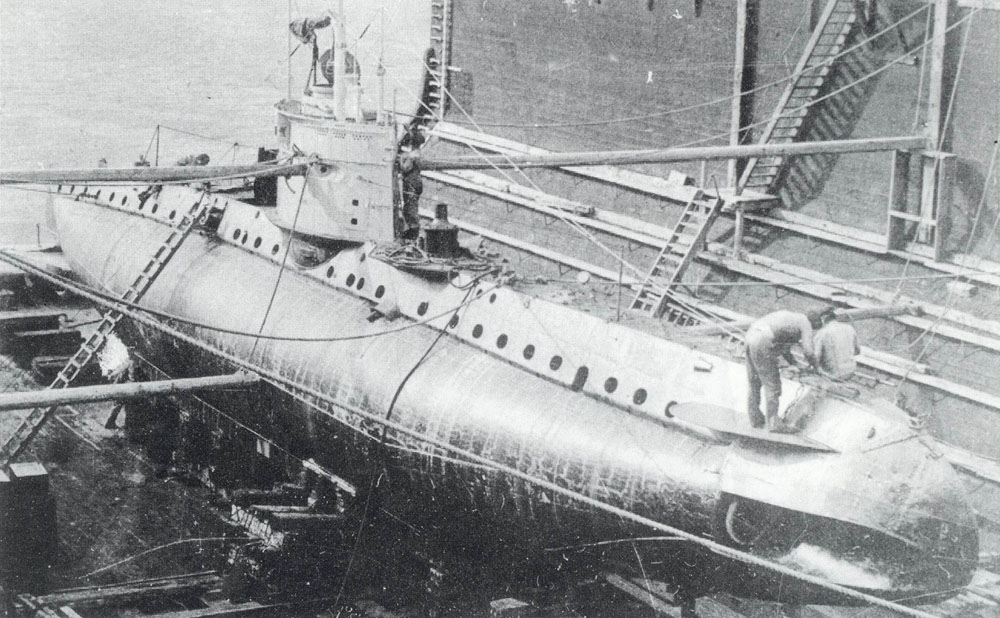
Австро-венгерская U-10 (UB-1) в сухом доке

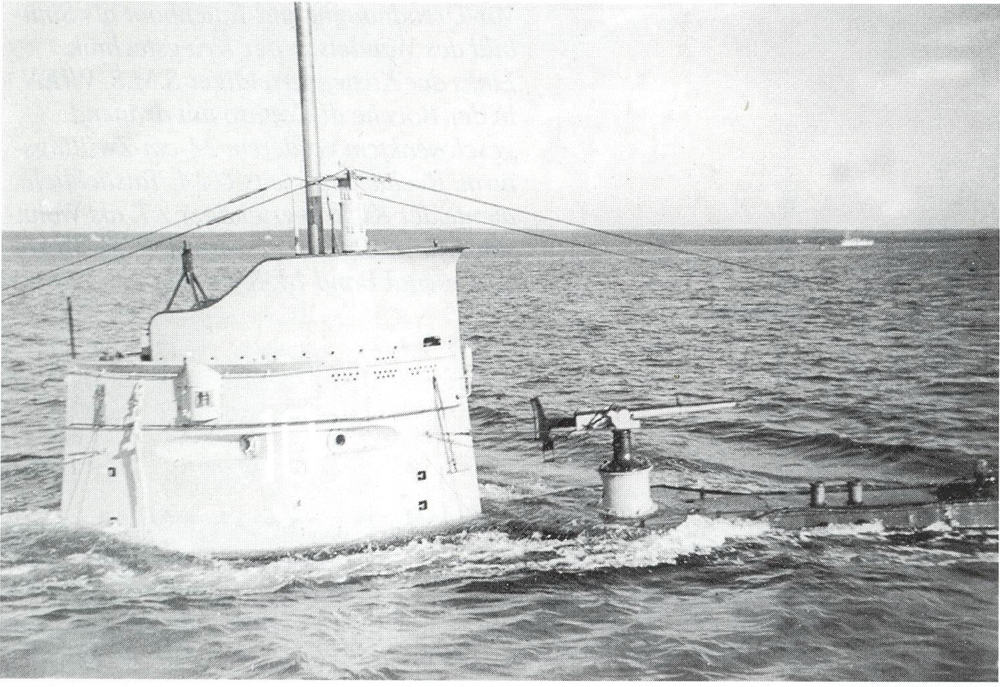
Австро-венгерская U-10 (UB-1) с постоянным ограждением рубки и 37-мм палубным орудием

Лодки типа UB-I строились на двух верфях — Germaniawerft и AG Weser, что привело к некоторым различиям. Восемь лодок, построенных «Германиаверфт», длиной 28,1 м, были на 22 см длиннее двенадцати лодок постройки «Везер» и имели подводное водоизмещение на 1 тонну больше. Все лодки имели диаметр корпуса 3,15 м и осадку 3,03 м.
Энергетическая установка лодок была одновальной, один винт вращался дизельным двигателем «Даймлер» («Германиаверфт») или «Кёртинг» («АГ Везер») на поверхности, либо электродвигателем «Сименс-Шуккерт» для подводного хода. Лодки «АГ Везер» развивали скорость почти 7,5 узлов на поверхности и чуть более 6 узлов под водой. Лодки «Германиаверфт» на поверхности были на 1 узел медленнее. Все лодки были оснащены двумя носовыми торпедными аппаратами калибра 450 мм и несли всего две торпеды типа С45/06 в аппаратах, без запасных торпед. На палубе устанавливался один пулемёт MG 08 калибра 7,92 мм. Ни на одной из немецких лодок типа UB-I не было палубной артиллерии, после 1916 года австрийские лодки получили по одному носовому 37-мм или 47-мм орудию.

## История строительства

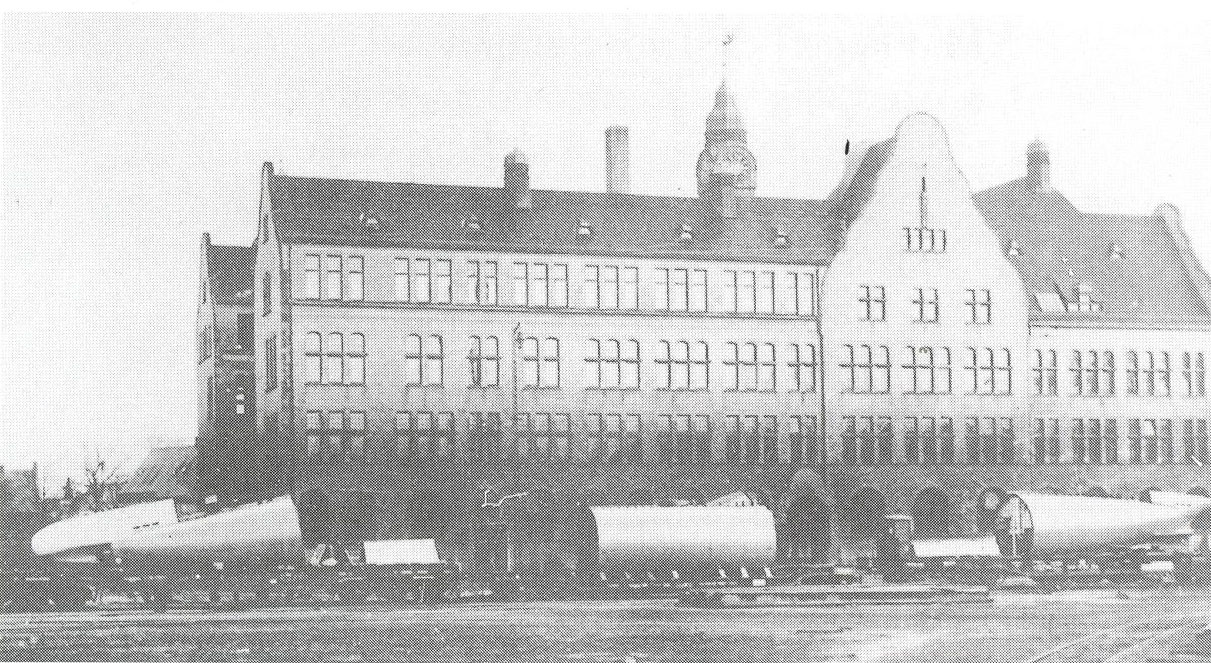
SM UB-13 в разобранном виде перевозится по железной дороге, апрель 1915

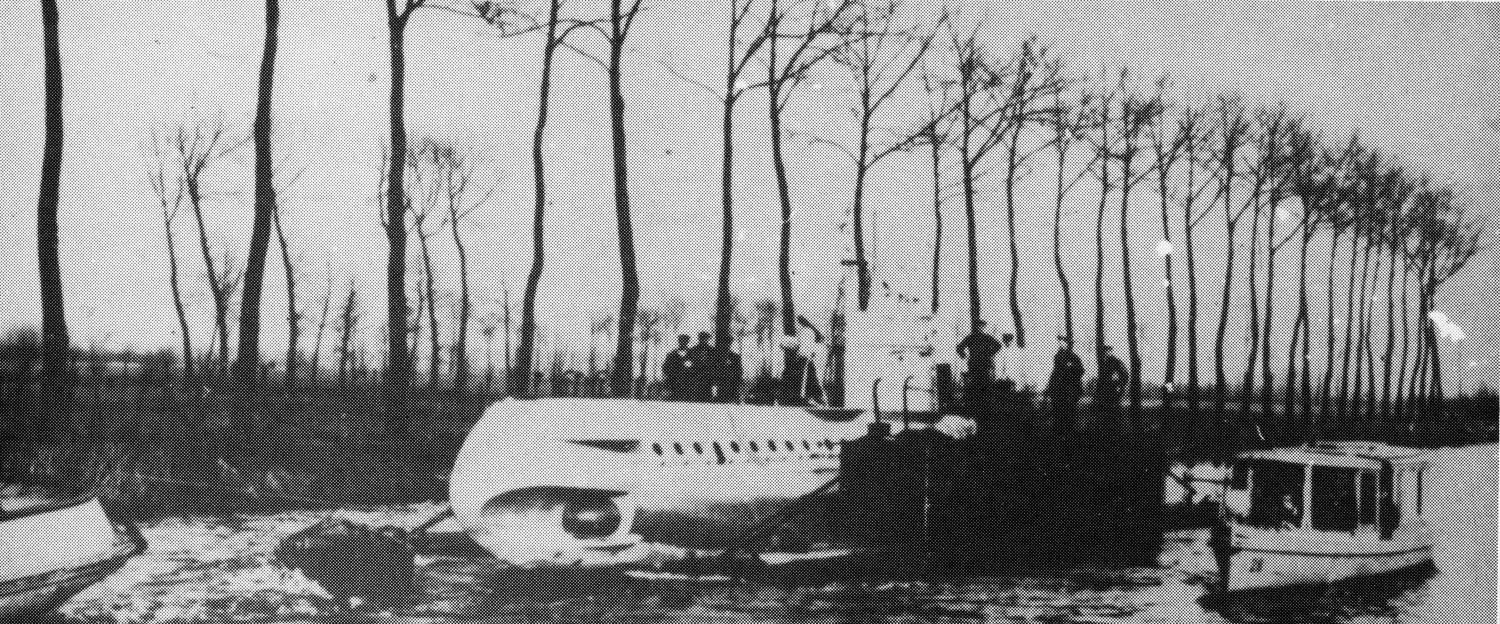
SM UB-6 транспортируется на понтонах по каналам из Антверпена в Зеебрюгге, 1915 год

Императорский флот Германии заказал первые пятнадцать лодок типа UB-I 15 октября 1914 года, из них восемь лодок — с номерами от UB-1 до UB-8 — были заказаны у компании Germaniawerft из Киля и семь лодок с номерами от UB-9 до U-15 — у компании AG Weser из Бремена. После того, как в феврале 1915 года лодки UB-1 и UB-15 были проданы союзнице Австро-Венгрии (став U-10 и U-11 в австро-венгерском флоте), Императорский флот Германии заказал UB −16 и UB-17 от АГ Везер. Ещё три лодки для Австро-Венгрии — U-15, U-16 и U-17 — были заказаны у АГ Везер в апреле 1915 года, в результате чего общее количество построенных лодок достигло 20.
UB-1 и UB-2 были заложены 1 ноября 1914 года на верфи Germaniawerft в Киле. UB-1 была спущена на воду 22 января 1915 года, всего через 75 рабочих дней после закладки. Спуск UB-2 состоялся 13 февраля. Среди лодок «Везера» первой была заложена UB-9 6 ноября 1914 года, спущена на воду 6 февраля 1915 года, на неделю раньше UB-2. Эти три лодки прошли испытания при верфях, но все остальные были отправлены по железной дороге и прошли испытания после окончательной сборки уже лишь в пунктах базирования.
Транспортировка подводных лодок по железной дороге осуществлялась в частично разобранном виде. Каждую лодку разбирали на пятнадцать частей и погружали на восемь железнодорожных платформ, в том числе корпус разбирался на три части. Лодки, предназначенные для службы во Фландрийской флотилии, доставлялись в Антверпен за пять суток, после чего осуществлялась их сборка в течение двух-трёх недель. После сборки в Антверпене лодки были отбуксированы на барже в Брюгге для испытаний. Для службы в Средиземноморье лодки перевозились в австро-венгерский порт Пола для сборки. Общее время от отправления вагонов с завода до готовности лодок к эксплуатации составило около шести недель.
К июлю 1915 года все семнадцать лодок типа UB-I, построенных для Германии вошли в строй. Ещё три австро-венгерских корабля были достроены к октябрю 1915 года.

## История службы
В результате ходовых испытаний лодки типа UB-I были признаны слишком маленькими и медленными и заработали репутацию недостаточно мощных кораблей. Один из командиров сравнивал свою UB-I с швейной машинкой. По словам авторов Р. Х. Гибсона и Мориса Прендергаста в их книге 1931 года «Немецкая подводная война, 1914—1918», лодкам типа UB-I не хватало как мощности и скорости для преследования пароходов на поверхности, так и подводной автономности — батарей хватало чуть более, чем на час полного подводного хода. Эксплуатация выявила ещё одну проблему: при выходе из строя любого компонента одновальной энергетической установки «дизельный двигатель — электромотор — гребной вал — гребной винт» подводная лодка полностью обездвиживалась и становилась совершенно беззащитной. Этот недостаток был устранён в подводных лодках типа UB-II.
Ещё одной проблемой лодок типа UB-I была потеря скрытности при торпедной стрельбе. Лодки были оборудованы системой беспузырной торпедной стрельбы и имели торпедозаместительную цистерну, позволяющую сохранять дифферентовку после запуска торпед, но эта система не всегда функционировала должным образом. В результате при стрельбе с перископной глубины лодка после выстрела могла или непроизвольно всплыть на поверхность или погрузиться на слишком большую глубину. Когда UB-15 в июне 1915 года торпедировала и потопила итальянскую подводную лодку «Медуза», взамен торпед было принято слишком много воды, и UB-15 начала бесконтрольно погружаться, что вынудило весь экипаж бежать в кормовой отсек, чтобы своим суммарным весом устранить возникший дифферент на нос.
Несмотря на имеющиеся проблемы, эти лодки находились на действительной службе с марта 1915 года до конца войны. Лодки служили в трех флотах: Императорском флоте Германии, ВМС Австро-Венгрии и ВМС Болгарии. На немецкой службе они служили в основном во Фландрийской, Балтийской и Константинопольской флотилиях. Четыре немецкие лодки были приписаны к австро-венгерскому флоту и имели австро-венгерские обозначения, хотя и сохраняли немецкий экипаж и подчинение Кайзерлихмарине. Это были SM UB-3 (U-9), SM UB-7 (U-7), SM UB-8 (U-8) и SM UB-14 (U-26).

## Представители
| Наименование               | Спуск на воду   | Ввод в строй    | Побед | Тоннаж (потоплено /повреждено /захвачено) | Флот               | Окончание службы |
| -------------------------- | --------------- | --------------- | ----- | ----------------------------------------- | ------------------ | --- |
| SM UB-1/U-10               | 22 января 1915  | 29 января 1915  | 1     | 120                                       | Австро-Венгрия     | Передана Италии в рамках военных репараций, разделана на металл в Поле в 1920 году.                                          |
| SM UB-2                    | 18 февраля 1915 | 20 февраля 1915 | 11    | 1374                                      | Германская империя | Утилизирована компанией Hugo Stinnes Schiffahrt, Росток, 3 февраля 1920 года.                                                |
| SM UB-3                    | 5 марта 1915    | 14 марта 1915   | 0     |                                           | Германская империя | Пропала без вести после 23 мая 1915 года.                                                                                    |
| SM UB-4                    | март 1915       | 23 марта 1915   | 4     | 10 942                                    | Германская империя | Потоплена артиллерией британского корабля-ловушки Inverlyon 15 августа 1915 года.                                            |
| SM UB-5                    | март 1915       | 25 марта 1915   | 5     | 996                                       | Германская империя | Утилизирована на верфи Drägerwerk, Любек, в 1919 году.                                                                       |
| SM UB-6                    | март 1915       | 8 апреля 1915   | 19    | 6301 / 1098 / 1328                        | Германская империя | Затоплена собственным экипажем 18 марта 1917 года у побережья Нидерландов. Поднята и утилизрована в Бресте в июле 1921 года. |
| SM UB-7                    | апрель 1915     | 6 мая 1915      | 4     | 6283                                      | Германская империя | Пропала без вести после 27 сентября 1916 года.                                                                               |
| SM UB-8 / Podvodnik No. 18 | апрель 1915     | 23 апреля 1915  | 1     | 19 380                                    | Царство Болгария   | Передана Франции 23 февраля 1919 года. Отбуксирована в Бизерту, где и утилизирована в 1921 году.                             |
| SM UB-9                    | 6 февраля 1915  | 18 февраля 1915 | 0     |                                           | Германская империя | Утилизирована на верфи Drägerwerk, Любек, в 1919 году.                                                                       |
| SM UB-10                   | 20 февраля 1915 | 15 марта 1915   | 37    | 23 614                                    | Германская империя | Затоплена у побережья Фландрии 5 октября 1918 года.                                                                          |
| SM UB-11                   | 2 марта 1915    | 4 марта 1915    | 0     |                                           | Германская империя | Утилизирована компанией Hugo Stinnes Schiffahrt, Росток, 3 февраля 1920 года.                                                |
| SM UB-12                   | 2 марта 1915    | 29 марта 1915   | 24    | 11 258 / 0 / 654                          | Германская империя | Пропала без вести после 19 августа 1918 года.                                                                                |
| SM UB-13                   | 8 марта 1915    | 6 апреля 1915   | 12    | 17 665 / 0 / 27                           | Германская империя | Потоплена после 23 апреля 1916 года.                                                                                         |
| SM UB-14                   | 23 марта 1915   | 25 марта 1915   | 7     | 24 453 / 11 899                           | Германская империя | Затоплена близ Севастополя в 1919 году.                                                                                      |
| SM UB-15/U-11              | 1915            | 11 апреля 1915  | 2     | 245 / 0 / 10 484                          | Австро-Венгрия     | Передана Италии в рамках военных репараций, разделана на металл в Поле в 1920 году.                                          |
| SM UB-16                   | 26 апреля 1915  | 12 мая 1915     | 27    | 19 786 / 5822 / ???                       | Германская империя | Потоплена торпедой британской подводной лодки HMS E34 10 мая 1918 года.                                                      |
| SM UB-17                   | 21 апреля 1915  | 4 мая 1915      | 16    | 2186 / 4054 / 316                         | Германская империя | Пропала без вести после 11 марта 1918 года.                                                                                  |
| U-15                       | сентябрь 1915   | 6 октября 1915  | 6     | 8789                                      | Австро-Венгрия     | Передана Италии в рамках военных репараций, разделана на металл в Поле в 1920 году.                                          |
| U-16                       | 31 августа 1915 | 6 октября 1915  | 3     | 355 / 0 / 62                              | Австро-Венгрия     | Sunk on 17 October 1916. |
| U-17                       | 1915            | 6 октября 1915  | 2     | 720                                       | Австро-Венгрия     | Передана Италии в рамках военных репараций, разделана на металл в Поле в 1920 году.                                          |